# Elio Gallina
Elio Gallina (Treviso, 22 febbraio 1913 – Treviso, 6 gennaio 2008) è stato un notaio italiano, ricordato per aver salvato numerosi ebrei a partire dal 1943.
Nel 2007, all'età di 94 anni, ha avuto dallo stato di Israele l'onorificenza di "Giusto tra le Nazioni". Come Giorgio Perlasca, e con l'aiuto del podestà fascista di Treviso riuscì ad evitare molte deportazioni fornendo nascondigli o identità false.